# Седрік Бруннер
Седрік Бруннер (фр. Cédric Brunner, нар. 17 лютого 1994, Цоллікон, Швейцарія) — швейцарський футболіст, фланговий захисник німецького клубу «Шальке 04».

## Ігрова кар'єра

### Клубна
Седрік Бруннер є вихованцем швейцарського клубу «Цюрих», де з 2006 року він починав грати за юнацькі та молодіжні клубні команди. Свою першу гру в основі футболіст провів у грудні 2012 року. Але тільки починаючи з сезону 2014/15 Бруннер зайняв постійне місце в основі. У сезоні 2015/16 футболіст разом з клубом вилетів до Челлендж - ліги Швейцарії але вже з першої спроби повернулися до елітного дивізіону. Разом з клубом Бруннер двічі вигравав національний Кубок Швейцарії.
У 2018 році контракт гравця з клубом закінчився і він як вільний агент перейшов до німецької «Армінії». Провівши два сезони у Другій Бундеслізі, команда виграла турнір у сезоні 2019/20 і у вересні 2020 року Бруннер дебютував у турнірі Бундесліги.
У липні 2022 року на правах вільного агента Седрік Бруннер підписав дворічний контракт з іншим клубом Бундесліги «Шальке 04».

### Збірна
Седрік Бруннер провів кілька матчів у складі юнацьких збірних Швейцарії.

## Титули
Цюрих
 Переможець Кубка Швейцарії (2): 2015/16, 2017/18
- Переможець Челлендж - ліги: 2016/17

Армінія
- Переможець Другої Бундесліги: 2019/20